# Циклотоны
Циклотоны (лат. Cyclothone) — наиболее многочисленный род семейства гоностомовых. Встречаются повсеместно, вплоть до арктических вод, на глубинах от 200 до 2000 м.
Род насчитывает 13 видов, которые составляют в некоторых районах 50—80 % улова всех глубоководных рыб.
Эти планктонные (и питающиеся планктоном) рыбки неспособны к сколько-нибудь значительным горизонтальным перемещениям и совершают лишь небольшие по протяженности вертикальные миграции вверх и вниз. Они дрейфуют с океанскими течениями и не могут им противостоять.
В состав рода включают 13 ныне существующих вида, а также один вымерший вид:
- Cyclothone acclinidens Garman, 1899
- Cyclothone alba A. B. Brauer, 1906 — Белая циклотона
- Cyclothone atraria Gilbert, 1905
- Cyclothone braueri Jespersen & Tåning, 1926 — Циклотона Брауера
- Cyclothone kobayashii Miya, 1994
- Cyclothone livida Brauer, 1902
- Cyclothone microdon (Günther, 1878) — Малозубая циклотона, или углоротая циклотона
- Cyclothone obscura Brauer, 1902
- Cyclothone pallida Brauer, 1902 — Палевая циклотона, или двухцветная циклотона
- Cyclothone parapallida Badcock, 1982
- Cyclothone pseudopallida Mukhacheva, 1964
- Cyclothone pygmaea Jespersen, Tåning, 1926
- Cyclothone signata Garman, 1899 — Пёстрая циклотона